# 高塚謙太郎
高塚謙太郎（たかつか けんたろう、1974年 - ）は、日本の詩人、教員。「Aa」主宰。 日本現代詩人会会員。   三重県立上野高等学校教員。三重県立上野高等学校学年主任。
ブラジル・サンパウロ生まれ。大阪府柏原市在住。2011年、『現代詩手帖』の「詩誌現評」を1年間担当した。
2013年『カメリアジャポニカ』にて第18回中原中也賞最終候補・第4回（2012年度）鮎川信夫賞最終候補、2015年『ハポン絹莢』にて第20回中原中也賞最終候補となる。
2020年、5作目となる詩集「量」が第70回H氏賞を受賞した。

## 受賞
- 2020年 - 第70回H氏賞（『量』にて）

## 著書

### 単著
- 詩集『さよならニッポン』思潮社、2009年。ISBN　978-4-7837-3166-5
- 詩集『カメリアジャポニカ』思潮社、2012年。ISBN 978-4783733393　※思潮社オンデマンド[注釈 1]
- 詩集『ハポン絹莢』思潮社、2014年。ISBN 978-4-7837-3429-1　※思潮社オンデマンド
- 詩集『sound & color』七月堂、2016年。ISBN　978-4-87944-254-3

- 詩集『量』七月堂、2019年。ISBN　978-4-87944-380-9
  - 　『量』（新装版）七月堂、2022年。ISBN　978-4-87944-487-5
- 散文集『詩については、人は沈黙しなければならない』七月堂、2023年。ISBN　978-4-87944-520-9
- 詩集『哥不』ヰ層楽器、2024年。

### アンソロジー
- （及川俊哉・松本秀文・山田亮太）『詩篇八例』私家版、2014年。
- （及川俊哉・松本秀文・山田亮太）『一篇の詩を三人がそれぞれ修正する四通りのケース」私家版、2014年。
- （及川俊哉・松本秀文・山田亮太）『男4人が互いをキャラクタライズして書いたBL詩』（河野聡子・そらしといろ：ゲスト・イラスト）私家版、2015年。
- 『現代詩100周年』（企画・制作：TOLTA）TOLTA、2015年。ISBN 978-4-9907057-1-8
- （奥間埜乃・河野聡子・山田亮太）『詩集　亜亜工業』TOLTA、2023年。

### その他
- （楽譜）『さようならのように：女声合唱とピアノのための』（髙塚謙太郎：詩、信長貴富：作曲）音楽之友社、2022年[注釈 2][4]。ISBN 978-4-276-55853-3